# 野中柊
野中 柊（のなか ひいらぎ、1964年12月5日 - ）は、日本の小説家。児童文学作家。新潟県出身。新発田市で育つ。立教大学法学部卒業後、渡米。ニューヨーク州在住中に作家デビュー。

## 経歴
- 1991年、「ヨモギアイス」で第10回海燕新人文学賞を受賞しデビュー[2]。
- 1992年、「アンダーソン家のヨメ」で第5回三島由紀夫賞候補。同作で第107回芥川賞候補。「チョコレット・オーガズム」で第108回芥川賞候補。
- 1996年、「ダリア」で第9回三島由紀夫賞候補。
- 2003年、「ジャンピング・ベイビー」で第16回三島由紀夫賞候補[3]。

## 作品リスト

### 小説
- 『アンダーソン家のヨメ』1992年　福武書店　のち文庫、集英社文庫『ヨモギ・アイス』
- 『チョコレット・オーガズム』1993年　福武書店　のち文庫、集英社文庫
- 『グリーン・クリスマス』1993年　福武書店　のち文庫、集英社文庫
- 『人魚姫のくつ』1994年　新潮社　のち文庫
- 『草原の輝き』1995年　幻冬舎　のち文庫、角川文庫
- 『占い師の娘』1998年　角川書店
- 『ダリア』2000年　理論社　のち集英社文庫
- 『小春日和』2001年　青山出版社　のち集英社文庫
- 『ジャンピング☆ベイビー』2003年　新潮社　のち新潮文庫
- 『参加型猫』2003年　マガジンハウス　のち角川文庫
- 『ガール　ミーツ　ボーイ』2004年　新潮社　のち新潮文庫
- 『ひな菊とペパーミント』2005年　講談社　のち講談社文庫
- 『あなたのそばで』2005年　文藝春秋　のち文春文庫
- 『きみの歌が聞きたい』2006年　角川書店　のち角川文庫
- 『祝福』2006年　角川書店　のち角川文庫『銀の糸』
- 『このベッドのうえ』2007年　集英社　のち集英社文庫
- 『プリズム』2007年　新潮社　のち新潮文庫
- 『その向こう側』2007年　光文社　のち光文社文庫
- 『マルシェ・アンジュール』2007年　文藝春秋
- 『恋人たち』2008年　講談社
- 『恋と恋のあいだ』2008年　集英社
- 『シュガー　アンド　スパイス』2009年　角川書店
- 『昼咲月見草』2010年　河出書房新社
- 『彼女の存在、その破片』2012年　小学館　のち小学館文庫
- 『公園通りのクロエ』2013年　祥伝社　のち祥伝社文庫
- 『波止場にて』新潮社 2015年
- 『猫をおくる』新潮社 2019年

#### フランクザッパ・シリーズ
- 『フランクザッパ・ストリート』1998年　光文社　のち ちくま文庫
- 『フランクザッパ・ア・ラ・モード』1999年　筑摩書房　のち ちくま文庫
- 『パーティー・オン・パレード』2000年　光文社

### エッセイ集
- 『空から猫が降ってくる』1994年　福武書店
- 『食べちゃえ！食べちゃお！』1995年　幻冬舎　のち幻冬舎文庫
- 『私は宇宙人』1998年　光文社　のち光文社文庫『あなたも宇宙人』
- 『テレフォン・セラピー』1999年　大和書房　のち新潮文庫
- 『チョップスティックス』2002年　集英社be文庫
- 『きらめくジャンクフード』2006年　文藝春秋　のち文春文庫

### 翻訳
- ジャネット・ウィンターソン『恋をする躰』1997年　講談社
- レベッカ・ブラウン『お馬鹿さんなふたり』1993年　光琳社出版　伊藤桂司とのコラボ・アートブック
- マーガレット・ワイズ・ブラウン作　J.P.ミラー絵『すてきなおうち』2006年　フレーベル館

### 童話・絵本
- Believe（ジェフリー・フルビマーリ 絵）1998年11月　光琳社出版
- 『パンダのポンポン』（長崎訓子 絵）2004年　理論社
- 『パンダのポンポン　青空バーベキュー』（長崎訓子 絵）2005年　理論社
- 『パンダのポンポン　クリスマスあったかスープ』（長崎訓子 絵）2005年　理論社
- 『パンダのポンポン　アイスクリーム・タワー』（長崎訓子 絵）2006年　理論社
- 『ミロとチャチャのふわっふわっ』（寺田順三 絵）2006年　あかね書房
- 『パンダのポンポン　クッキー・オーケストラ』（長崎訓子 絵）2009年　理論社
- 『パンダのポンポン　パンパカパーン　ふっくらパン』（長崎訓子 絵）2010年　理論社
- 『パンダのポンポン　サイクリング・ドーナツ』（長崎訓子 絵）2012年　理論社
- 『赤い実かがやく』（松本圭以子 絵）2012年　そうえん社
- 『ようこそぼくのおともだち』（寺田順三 絵）2013年　あかね書房
- 『ヤマネコとウミネコ』（姫野はやみ 絵）2016年　理論社
- 『パンダのポンポン　夜空のスター・チャウダー』（長崎訓子 絵）2016年　理論社
- 『ポンポン クック ブック』（長崎訓子 絵）2016年　理論社
- 『パンダのポンポン　空飛ぶ おべんとうツアー』（長崎訓子 絵）2017年　理論社
- 『本屋さんのルビねこ』（松本圭以子 絵）2018年　理論社
- 『パンダのポンポン　魔法のハロウィン・パイ』（長崎訓子 絵）2018年　理論社
- 『本屋さんのルビねこ　ルビとしっぽの秘密』（松本圭以子 絵）2019年　理論社
- 『こねこのビスケット』（網中いづる 絵）2020年　ポプラ社
- 『紙ひこうき、きみへ』（木内達朗　絵）2020年　偕成社
- 『本屋さんのルビねこ　ルビねこと星ものがたり』（松本圭以子　絵）2020年　理論社
- 『本屋さんのルビねこ　ルビと子ねこのワルツ』（松本圭以子　絵）2021年　理論社
- 『おつきさまのスープ』（木原未沙紀　絵）2021年　くもん出版
- 『本屋さんのルビねこ　ルビねこと旅の仲間たち』（松本圭以子 絵）2022年 理論社
- 『本屋さんのルビねこ　ルビとちっちゃなねこたち』（松本圭以子 絵）2023年 理論社
- 『本屋さんのルビねこ　ルビとたいせつな宝もの』（松本圭以子 絵）2024年 理論社
- 『ちいさな花 咲いた』（くらはしれい 絵）2024年 金の星社

### アンソロジー・共著
- 『いじめの時間』　1997年5月　朝日新聞社　　2005年4月　新潮文庫
- 『いとしさの王国へ　文学的少女漫画読本』　2003年5月　マーブルトロン
- 『あの日、「ライ麦畑」に出会った』　2003年9月　廣済堂
- 『靴に恋して』　2004年9月　ソニーマガジンズ
- 『私らしくあの場所へ』　2006年3月　講談社　　2009年5月　講談社文庫
- 『甘い記憶』　2008年8月　新潮社　2010年3月　のち新潮文庫
- 『29歳』　2008年11月　日本経済新聞出版社　　2012年3月　新潮文庫
- 『眠れなくなる　夢十夜』　2009年6月　新潮文庫　　2017年1月　新潮文庫新装版
- 『そういうものだろ、仕事っていうのは』　2010年2月　日本経済新聞出版社
- 『ほかの誰も薦めなかったとしても今のうちに読んでおくべきだと思う本を紹介します。』　2012年5月　河出書房新社　のち河出文庫『10代のうちに本当に読んでほしい「この一冊」』
- 『ひんやりと、甘味』　2015年7月　河出書房新社
- 『ずっしり、あんこ』　2015年10月　河出書房新社
- 『アンソロジー　餃子』　2016年4月　PARCO出版
- 『十年後のこと』　　2016年11月　河出書房新社
- 『アンソロジーたまご』2025年3月 主婦と生活社